# Koksu
Koksu (rusky Коксу) je řeka ve Žetysuské oblasti v Kazachstánu. Je 205 km dlouhá. Povodí má rozlohu 4 670 km².

## Průběh toku
Pramení na jihozápadních svazích Džungarského Alatau. Od pramene k ústí řeky Kazan se nazývá Karaaryk. Je levým přítokem řeky Karatal (povodí jezera Balchaš).

## Vodní stav
Průměrný roční průtok ve vzdálenosti 46 km od ústí je 57 m³/s.

## Využití
V údolí řeky je rozvinutý chov ondater.